# Curranosia distincta
Curranosia distincta är en tvåvingeart som först beskrevs av Villeneuve 1916.  Curranosia distincta ingår i släktet Curranosia och familjen husflugor.
Artens utbredningsområde är Kongo. Inga underarter finns listade i Catalogue of Life.